# 侯寬仁
侯寬仁（1961年—），生於臺灣省嘉義縣六腳鄉蒜頭村，現任中華民國法務部法醫研究所所長。畢業於私立天主教輔仁大學法律學研究所。法務部司法官學院第26期結業。曾任桃園地檢署、台北地檢署檢察官。他曾辦過幾件在台灣受到矚目的案件，如健康幼稚園火燒車事件、周人蔘電玩弊案、股市禿鷹案等。2007年2月13日，偵結台北市市長特別費案，並將前任市長馬英九等人以貪污罪嫌起訴。

## 經歷

### 太極門案
太極門氣功養生學會掌門人洪石和等五人在1997年12月間被控養小鬼、以氣功博士用氣功授徒、醫病等名目招攬信徒，被凍結其所有財產61萬新台幣及股票，遭檢察官侯寬仁依常業詐欺、逃稅等罪提起公訴。侯寬仁在偵辦太極門一案時，被監察院調查出八大違法，違反偵查不公開原則、蒐證未完備而仍提起公訴、違法搜索、違法凍結資產等。
經過近七年審理，地方法院做出無罪判決，太極門受害者自救會會長蔡長彬在2001年7月20日台北地方法院開庭時，被趙子榮法官揭穿是不實捏造。自救會副會長曾碧雲也在2001年9月19日承認，自己利用兩個兒子親友等21個人名義，偽稱是太極門弟子，求償三百多萬企圖詐財。
檢察官侯寬仁認定洪石和以養小鬼方式控制信徒，創下司法史上檢察官竟採信鬼怪之說的首例，但舉證人證詞前後不一，無法作為定罪依據，全案判決無罪。監察院2002年3月4日以（91）院台司字第0912600349號函附調查意見中詳列侯寬仁檢察官偵辦太極門案涉犯有違反偵查不公開、違法搜索、凍結資產，僭越職權，命各縣市政府對各道館封館等八項重大糾正，移送法務部從嚴究責議處，並將此案選列為重大人權保障案件，並確定起訴書證據資料存有扞格矛盾，據以提起公訴，不符證據法則。
侯檢察官於接受監院調查時，亦自承係依證人片面之指述即加以認定、未予調查，所以該起訴書當然自始無效，依法不得提起公訴，更不能作為課稅之依據。2007年7月13日，掌門人洪道子及夫人游美容、弟子陳調欣、彭麗娟被羈押數月，歷經10年，三審判決無罪無稅確定，被羈押的所有四位被告獲得國家冤獄賠償。

### 馬英九特別費案
2007年2月13日，地檢署起訴馬英九。起訴結果出爐後，侯寬仁聲稱馬英九的行為就像是「一個沒有帶手套的小偷」，起訴的決定讓他非常痛苦、掙扎，但身為一個法律人只能依照證據辦案，對於馬英九立即宣佈參選總統則是樂觀其成。同年7月20日，馬英九的律師指控侯寬仁筆錄不實。
2007年8月14日，臺灣臺北地方法院一審宣判馬英九無罪，檢方隨後提起上訴；同案另一被告余文則被判刑二年四個月，減刑為一年二個月。
2007年12月28日，臺灣高等法院二審宣判，駁回檢方上訴，維持一審馬英九無罪判決。
2008年4月24日，最高法院駁回上訴，判決馬英九無罪確定。
馬英九特別費案宣判無罪後，侯寬仁對於法院判決以及法官蔡守訓、被告馬英九及其辯護律師宋耀明在過程中指控其筆錄不實記載非常不滿。侯寬仁基於自身立場要求馬英九及其律師公開道歉，否則將提起公然毀謗罪告訴，但其後並無任何實際動作。

### 偽造文書案
2008年1月4日，馬英九總統委任陳長文律師提告侯寬仁筆錄不實，偽造文書、瀆職。同年12月31日，台北地檢署主任檢察官張介欽偵查後認為「筆錄縱然有過於簡略之處，但沒有偽文的故意」，不起訴侯寬仁。
2009年3月，馬英九又委託陳長文將此案聲請交付法院審判。8月19日，台北地院審理認為，侯寬仁並無筆錄不實問題，裁定書更指馬英九「法律見解有違誤」，駁回馬的聲請，全案確定，不得再抗告。
2010年1月25日，馬英九委任律師陳長文投書報紙，指稱侯寬仁偵辦太極門案中，上訴有缺失，表示法務部應向侯寬仁求償。同日，馬英九提名黃世銘為檢察總長。2月4日，法務部長王清峰發函高檢署，明白寫道馬英九特別費案「筆錄嚴重失實，請查明責任並將懲處結果具報」，要求懲處侯寬仁，當時黃世銘已任檢察總長。高檢署第一次考績會決議：「實務上筆錄本就無法全部照錄」，決定不議處，王清峰駁回考績會決議。高檢署再開第二次考績會，決議記「警告」，但法務部檢審會審議後，加重改記「申誡」，使侯寬仁2010年考績被列為乙等。
2010年10月18日，台灣高檢署檢察官侯寬仁在馬英九特別費案中及雲林土庫棄土場案中都爆發證人筆錄爭議，在法院均認定偵訊筆錄與實際情形有誤而認定無證據能力，在監察院提出調查報告後，日前法務部檢察官人事審議委員會經過激烈討論，決議對他分別作出申誡及飭令注意的處分。對侯寬仁製作筆錄不實乙案馬英九提出告訴時，總統府發言人王郁琦表示，馬英九特別費案早就三審判決無罪，之所以對侯寬仁提起訴訟，用意是保障所有被詢問人人權，因為筆錄製作如果不正確，會使被詢問人權利在訴訟過程中遭受極大傷害。「不實筆錄」是重大罪行，
在李相助法官回憶錄《現聲說法》中提到，檢調在傳喚或拘提涉案的官警，詢問過程中，都會要他們咬出更高階官員，如有不從，檢察官就將他們收押禁見，如果招供就予以交保。這種做法被抨擊為「押人取供」；書中也指出，起訴書中指控被告，很多都未舉證，對於侯檢能夠信口開河，沒舉出證據就能隨便指控他人犯罪，承審法官李相助認為非常不可思議。笑在偵查期間，侯寬仁不斷釋出聳動消息鼓動風潮，造成輿論未審先判，笑導致調查期間就有4名警官不堪其辱，2位舉槍自盡，2位投河自殺。最後官警被判有罪的僅有8位，即使當初多位高階警官皆獲判無罪定讞，但也討不回失去的一切，遲來的正義永遠不是正義。
侯寬仁受到爭議的案件不只這樁，2002年雲林廢土案，辯護律師劉炯意直指侯寬仁偵訊被告張隆生時，筆錄與錄音內容嚴重不符，法院最後撤銷該訊問的證據力。監委查出侯寬仁有三點違失：曲解當事人本意、自問自答出言恐嚇、擅改口供，偽造筆錄笑。
2010年之後三年內，法務部兩次將侯寬仁考績記為乙等。
2013年10月1日，前法務部次長李進勇於立法院舉行記者會出示資料指出，馬總統在2010年1月25日展開久博之旅出國之際，剪下陳長文報紙投書親批「請王部長清峰一閱並說明 英九 九九、一、廿五」。李進勇指控馬英九總統用律師陳長文、法務部長王清峰和法務部次長黃世銘追殺侯寬仁。李進勇出示資料，不但有馬英九署名，左上角還有法務部部長室收發章。
2013年10月1日，總統府發言人李佳霏針對馬英九遭指介入司法個案表示，馬總統看到學者投書、媒體評論或各界輿情反映，只要點出重要問題，通常會請部會首長參考，馬總統在陳長文律師報紙投書上批示上寫，請時任法務部長王清峰一閱並說明，是希望部會首長多對外溝通，針對外界質疑說明。侯寬仁指出，法務部在公函中就已定好「嚴重失實」的結論，還指定要看到懲處結果，等於尚未調查就預先設定目標，就是一定要懲處他。

### 廉政署副署長
2018年9月14日，法務部檢審會核定侯寬仁接任廉政署副署長。